# اصفهان ۱۵۸۶۱
سیارک ۱۵۸۶۱ (به انگلیسی: 15861 Ispahan، نامگذاری:1996HB12) پانزده هزار و هشتصد و شصت و یکمین سیارک کشف شده‌است که در ۱۷ آوریل ۱۹۹۶ کشف شد.
قدر مطلق سیارک برابر ۳۵.۴ است.